# Jun Kanakubo
Jun Kanakubo (金久保 順, Kanakubo Jun), né le 26 juillet 1987 à Sakai, est un footballeur japonais,  qui évolue au poste de milieu de terrain au Vegalta Sendai.